# Вальтер Юнгганс
Вальтер Юнгганс (нім. Walter Junghans, нар. 26 жовтня 1958, Гамбург) — німецький футболіст, що грав на позиції воротаря.
Провів тривалу футбольну кар'єру, грав до 38 років. У трьох командах був основним воротарем, і в двох з них — «Шальке 04» і «Герті» — зіграв понад сто матчів. За гельзенкірхенців він провів 125 матчів, а за берлінців — 146. Став чемпіоном Європи 1980 року, хоча у збірній ФРН не зіграв жодного матчу.
По завершенні ігрової кар'єри — тренер. З 2010 року входить до тренерського штабу команди «Баварія» II.

## Клубна кар'єра
Народився 26 жовтня 1958 року в місті Гамбург. Вихованець футбольної школи «Вікторії» з рідного міста. У дорослому футболі дебютував 1976 року виступами за «Вікторію» (Гамбург) у нижчих лігах ФРН, в якій провів один сезон, взявши участь у 18 матчах чемпіонату.
З численних пропозицій клубів Бундесліги він вирішив перейти до «Баварії» в 1977 році, де став дублером легендарного Зеппа Маєра. У 1979 році Маєр повинен був закінчити свою кар'єру після автомобільної аварії, і лише після цього 11 серпня 1979 року у домашній грі проти «Баєра 04» (3:1) Юнгганс дебютував за мюнхенців. У сезоні 1979/80 він зіграв в цілому 29 матчів. З клубом також виграв двічі поспіль чемпіонат ФРН. У 1982 році Юнгганс виграв кубок ФРН і вийшов у фінал Кубка чемпіонів, де вони програли 0:1 «Астон Віллі». Проте після приходу до «Баварії» Жана-Марі Пфаффа, Юнгганс втратив місце в основі і покинув клуб. В цілому у складі мюнхенської команди Юнгганс з'явився в 67 матчах Бундесліги.
Влітку 1982 року перейшов у «Шальке 04». Перший матч за новий клуб провів 5 листопада 1983 року також проти «Баєра 04» (2:0) і швидко виграв місце в стартовому складі, ставши її основним гравцем. Наприкінці дебютного сезону клуб зайняв шістнадцяте місце в Бундеслізі і, програвши «Баєру 05» (1:3 і 1:1), вилетів у другий дивізіон. Через рік, 1984 року, гельзенкірхенці повернулися у Бундеслігу, де продовжив грати Юнгганс. Всього за клуб провів п'ять років і за цей час зіграв у 148 матчах.
З 1987 року сім сезонів захищав кольори команди с «Герта». Граючи у складі «Герти» також здебільшого виходив на поле в основному складі команди. З командою вийшов з третього дивізіону до Бундесліги, проте провів там з командою лише один сезон 1990/91, зайнявши останнє 18 місце і вилетів назад у Другу Бундеслігу, де продовжив виступи. У 1994 році недовго був у заявці клубу «Баєр 04», проте на поле в чемпіонаті так і не вийшов жодного разу.
Завершив професійну ігрову кар'єру у клубі «Фортуна» (Кельн), за який виступав протягом 1994—1996 років у Другій Бундеслізі. У цілому Юнгганс за кар'єру провів 205 матчів у Бундеслізі, 211 матчів у Другій Бундеслізі, 18 матчів Кубка ФРН (4 х «Баварія», 4 х «Шальке», 8 х «Герта», 2 х «Кельн»), 17 ігору єврокубках (у «Баварії») і 2 матчі плей-оф (за «Шальке», проти «Баєра 05»)

## Виступи за збірні
28 вересня 1976 року дебютував у складі юнацької збірної ФРН U-18 проти Швеції (2:2). Всього взяв участь у 18 іграх на юнацькому рівні.
З 1979 року став грати за другу збірну ФРН, в якій дебютував 16 жовтня в Кобленці проти національної збірної Люксембургу (9:0). За цим послідували ігри проти Італії (2:1, 19 грудня 1979 в Генуї), Австрії (3:0 1 квітня 1980 року в Байройті), Польщі (2:1, 14 травня 1980 в Касселі), Португалії (2:0, 28 квітня 1981 року в Коїмбрі) і Ірландії (3:0, 21 травня 1981 року в Бремені). Крім цього Юнгганс був у заявці національної збірної ФРН на чемпіонаті Європи 1980 року в Італії, здобувши того року титул континентального чемпіона. На турнір Юнгганс поїхав у статусі третього воротаря, тому за неї так і не провів жодного матчу.
З 1983 по 1984 рік захищав кольори олімпійської збірної Німеччини. У складі цієї команди провів 2 матчі: 20 листопада 1983 року в Тель-Авіві у відбірковому матчі проти Ізраїлю (1:0), і 17 липня 1984 в Кобленці проти Китаю (6:2). Він також взяв участь в олімпійському футбольному турнірі в 1984 році в Лос-Анджелесі, проте був дублером Бернда Франке і також на поле не виходив.

## Кар'єра тренера
Розпочав тренерську кар'єру відразу ж по завершенні кар'єри гравця, 1996 року, залишившись у «Фортуні» (Кельн), де до 1998 року працював тренером воротарів. А 1997 року недовго навіть був виконувачем обов'язків головного тренера. Надалі працював тренером воротарів у «Кельні», «Бенфіці» та «Атлетіку Більбао».
У сезоні 2006/07 Юнгганс повернувся до Бундесліги, ставши асистентом Юппа Гайнкеса у «Боруссії» (Менхенгладбах), з яким до того разом працював у «Бенфіці» та «Атлетіко». Але з нової команди Юнгганс був звільнений через кілька днів після відставки Гайнкеса 5 лютого 2007 року.
У 2008 році Юнгганс прийшов на запрошення менеджера Улі Генесса до «Баварії», повернувшись в команду після 25 років перерви і замінив Зеппа Маєра на посаді тренера воротарів клубу у штабі нового тренера Юргена Клінсманна. Влітку 2010 року наступник Клінсманна голландець Луї ван Гал взяв у свій штаб на посаду воротарів земляків Франса Хука і Юнгганса став тренером воротарем другої команди клубу. Після звільнення ван Гала і відходу разом з ним Хука Юнгганс з 10 квітня 2011 року взяв на себе тимчасово роботу тренера воротарів першої команди. З підписанням Тоні Тапаловича як тренера воротарів з сезону 2011/12 Юнгганс повертається до другої команди, де продовжує працювати з воротарями, паралельно працюючи і в юнацькій команді (U-19).

## Титули і досягнення
- Чемпіон ФРН (2):

«Баварія»: 1979/80, 1980/81
- Володар Кубка ФРН (1):

«Баварія»: 1981/82
- Чемпіон Європи (1):

1980